# Guillermo Cides
|  |
|  |

El stickista Guillermo Cides es un músico argentino de proyección internacional, popular por sus actuaciones y discos tocados con el instrumento Stick. Pionero en los conciertos solistas de Stick en Argentina, Cides ha llevado su música a diferentes países a lo largo de más de 20 años de carrera musical convirtiéndose en uno de los artistas referentes de este instrumento.

## The Stick
El Chapman Stick combina bajos/acordes y guitarra, se cuelga en diagonal sobre el pecho y se ejecuta apretando las cuerdas con los dedos de ambas manos simultáneamente con una lógica pianística, transformando al músico en un percusionista táctil. Inventado por el luthier californiano Emmett Chapman en la década del 70 y en la actualidad fabricado artesanalmente por su inventor.

## Biografía
Guillermo Cides nació en Córdoba (Argentina), vivió en Olavarría y estudió 3 años de medicina en la Universidad de La Plata para luego radicarse en Buenos Aires y dedicarse por completo a la música influido por su amigo y músico Sergio Petaco.
Formó la banda La Cruz junto a su hermano Marcelo Cides. Descubrió el Stick en el año 1992 y aprendió a tocarlo de manera autodidacta. Ese mismo año ofreció en el bar Nativo de Buenos Aires el primer concierto solista de Stick que se hizo en Argentina, comenzando su trayectoria musical que aún dura en estos días.

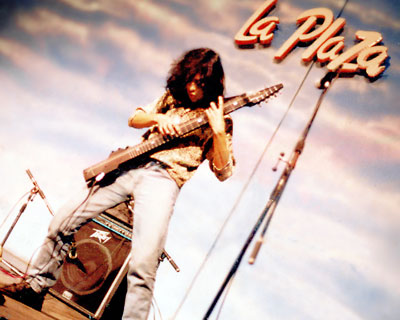
Primeros conciertos

Durante el periodo ‘92/’94 recorrió salas de jazz y rock alternativas de Buenos Aires con su instrumento, especialmente en el bar underground El Dragón donde solía realizar improvisaciones espontáneas y de donde salieron bandas como Las Manos de Filippi con los que compartió la filosofía roquera del momento. En el club de jazz El Subsuelo conoció al violinista Jorge Pinchevsky y la cantante Viviana Scaliza (Blacanblus) con quienes compartió escenarios. En ese período fue invitado por el músico Carca para formar parte de la que fuera la última formación de Tía Newton, banda de tinte rockero/progresivo.
En 1994, el ingeniero de sonido Guillermo Zuloaga produjo su primer disco solista y se lanzó a finales del mismo año, llamado El Mundo Interior de los Planetas. Es considerado por el inventor del instrumento Emmett Chapman, un disco relevante dentro del mundo del Stick. Escribió a Cides en una carta: “...has hecho realidad lo que tuve en mente cuando diseñé este instrumento” luego de escuchar su primer trabajo.
En el mismo año participó del seminario dictado por el guitarrista británico Robert Fripp en Gándara (Argentina) donde conoce a Los Gauchos Alemanes con quien comparte conciertos. El mismo año toca en una cena privada para algunos componentes de King Crimson y conoce al stickista Trey Gunn. Gunn declara en una entrevista de radio: “...el mejor Stickista que he visto vive aquí y se llama Guillermo Cides.“ (Programa El Intruso-FM Alfa).

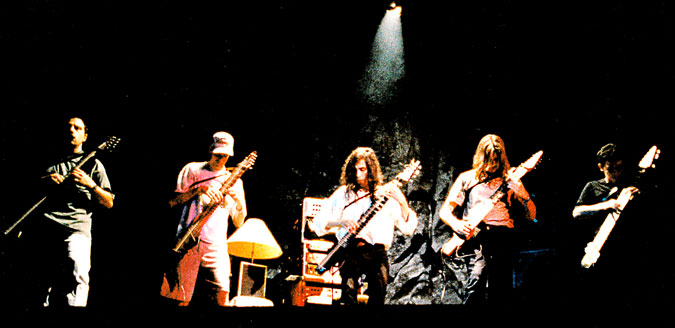
Ensamble Argentino

En 1995 funda el primer Centro de Stickistas en Argentina ofreciendo información y clases a músicos de su país, formando en los siguientes años una generación de nuevos stickistas y creando el primer Ensamble de Stickistas Argentinos con el que realizó giras. En esta época sus conciertos solistas fueron tomados en consideración por periódicos nacionales de su país 
obteniendo reconocimiento en los medios de prensa masivos aunque sin pertenecer a un sello multinacional, apareciendo en Tv, radios y en entrevistas completas. Fue invitado del músico Lito Vitale en dos ocasiones para su programa televisivo Ese amigo del Alma en Canal 13.
En los años ‘97 y ‘98 presentó espectáculos en teatros argentinos y realizó sus primeras giras nacionales. También colaboró con artistas de su país en discos y conciertos entre los que se destacan Antonio Birabent (con el que grabó el tema “Across de Universe” incluido en el disco tributo a la banda Sumo), Santos Luminosos y Dengue entre otros.

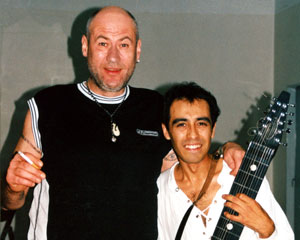
Fish-Cides

En 1998 editó su segundo álbum llamado Primitivo, con invitados. En ese año comenzó a presentar sus conciertos en Europa, y en Londres conoce a Fish (excantante del grupo Marillion) con el cual comparte escenarios en calidad de artista invitado más de una vez. También abre los conciertos de Emerson, Lake & Palmer, John Wetton (Asia), Rick Wakeman (Yes).

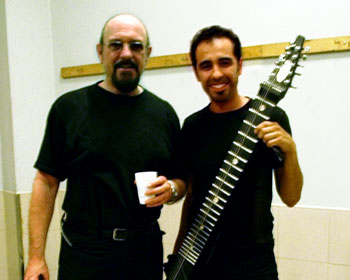
Ian Anderson-Cides

En 1998 hizo una gira de 10 conciertos junto a Roger Hodgson (Supertramp) por Sudamérica para un total de 50.000 personas. Posteriormente en 2004 abriría los 2 conciertos de Jethro Tull en el Teatro Coliseo de Argentina para 10 000 asistentes y años más tarde tocaría junto a Trey Gunn y California Guitar Trío compartiendo sus respectivas giras en España.
Desde 1999 vivió alternativamente entre España, Holanda y Argentina. Cides grabó un homenaje a Johann Sebastian Bach tocado totalmente con Stick en un pequeño pueblo holandés llamado Leeuwarden. The Bach Tribute by Cides fue su tercer álbum y se lanzó en el 2000 durante el Año Bach. Este es el primer disco de música clásica grabado enteramente con Stick. En los años siguientes realiza más conciertos entre Europa y Argentina.
En el año 2000 Skay Beilinson - guitarrista del grupo Redonditos de Ricota - vota a Cides como "artista revelación".
En 2002 Cides decide retirar del mercado sus discos anticipándose a la crisis discográfica de los siguientes años y se dedica únicamente a los conciertos en directo. En el mismo año deja Argentina y se traslada definitivamente a España para fundar Stick Center en Barcelona presentándolo oficialmente el día 7 de marzo en la escuela Aula de Musics de Barcelona. Durante los años siguientes su actividad pionera popularizó el Stick en España a través de conciertos solistas en festivales españoles (ver debajo), presentaciones en radio y televisión nacional española, y la creación de Ensamble de Stickistas Españoles.

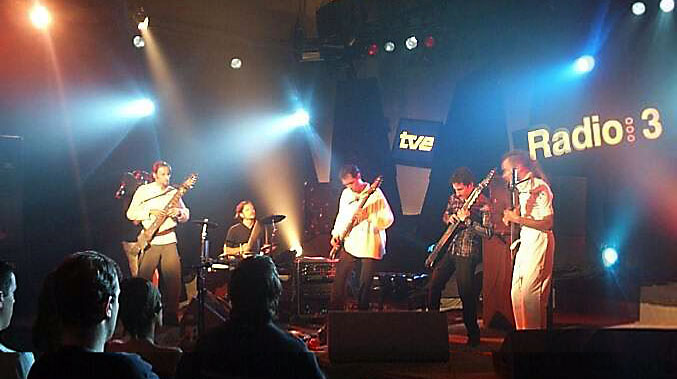
Ensamble español en Tv

Organizó los primeros Stick Camp en España con instructores de diferentes países y presentó a nuevos artistas del Stick. A partir del 2003 y durante 3 años escribió mensualmente su propia sección en las revistas españolas Bajista y Guitarra Actual.
A partir del 2004 crea diferentes agrupaciones musicales como The Stick Trío (Cides, Lampi, Baggerman), Electrik Consort (Cides en Stick, Grandia en Zanfona, Mercader en percusiones), Dj d_Melmac + Cides y la Reunión Bao / Cides / Blavia además de sus habituales apariciones solistas. Con estas agrupaciones participa de varios festivales en España incluyendo el Festival de Músicas Avanzadas de Jerez junto a Trilok Gurtuk y el Festival de la Guitarra Española de Córdoba. Las agrupaciones se caracterizarían por una apuesta instrumental en combinación con el Stick.

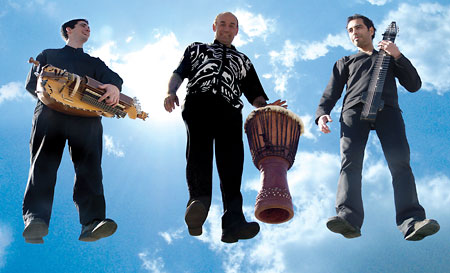
Cides & Electrik Consort

En 2006 edita el primer Compilado de Stickistas Hispanos presentando 22 nuevos artistas del Stick. En este álbum Cides y el inventor del Stick Emmett Chapman graban juntos por primera vez. El tema se llama Gonnawannaland.
En 2007 el batería Jerry Marotta (exbatería de Peter Gabriel) invita a Cides a hacer una gira en dúo y recorren varios países europeos durante ese año y el siguiente.
Cides regresa al mundo discográfico en el 2009 con una idea innovadora: una tienda en línea donde diferentes artistas firman los discos a mano y los envían directamente al público. En ese mismo año edita dos álbumes: CCA Project (iniciales de los apellidos de sus integrantes Cushma, Cides y Tim Alexander, con Tony Levin y Trey Gunn como invitados entre otros) y el álbum debut de Electrik Consort.
En 2011 forma un dúo en España con el batería Alex Leys. El dúo recorre España, Francia e Italia con buenas críticas "Diferente, sencillamente. Total y sorprendentemente diferente a lo que estamos acostumbrados a ver por estos lares, se mire como se mire. Y de altísimo octanaje artístico. Una actuación de calibre musical difícil de cuantificar...." (Diario de Navarra, España).
En 2012 Cides celebra sus 20 años con el Stick ofreciendo un concierto que se transmitió en tiempo real para Facebook y Myspace. Este concierto fue grabado y editado en Cd posteriormente.
En 2013 edita el segundo compilado de Stickistas en formato iTunes LP presentando a 40 nuevos artistas del Stick de diferentes países y crea el Círculo de Stickistas, una red que reúne a diferentes organizaciones internacionales.
Después de varios años de ausencia, Cides regresa a Argentina con una extensa gira de 35 conciertos llamada "Gira Silenciosa Stick Tour" con el Ensamble de Stickistas y varios artistas invitados, presentando su espectáculo en La Trastienda de Buenos Aires entre otras ciudades. En ese mismo año la Municipalidad de Olavarria le otorga el título de "Personalidad Destacada de la Cultura Olavarriense".
En 2014 forma parte del proyecto del cantante australiano Mark Trueack llamado United Progressive Fraternity que incluye a Jon Anderson, Steve Hackett, Steve Unruh, Laurie Larson, Claire Vezina, Brittany, Holly Trueack entre otros artistas invitados.
En la actualidad Cides vive en Barcelona. Según expresa en sus entrevistas aún toca con su primer Stick de 1992.

## Estilo
Guillermo Cides cultivó su propio estilo con el Stick marcado especialmente por melodías populares combinadas con sonidos modernos y un estilo de ejecución refinado. La multiplicidad de sonidos en el escenario generado con el Chapman Stick lo convierten en un hombre orquesta. A partir del año ‘94 comenzó a experimentar con loops, una técnica basada en grabar sonidos en el escenario en el mismo momento en que se tocan y así generar ambientes sonoros complejos. Aplicó esta moderna técnica a melodías populares tanto como a clásicas (J. S. Bach).

## Discografía
- El Mundo interior de los Planetas (Mundo Records/Stick Center)
- Primitivo (Mundo Records/Stick Center)
- The Bach tribute by Cides (Mundo Records/Stick Center)
- Compilado de Stickistas (Stick Center)
- Electrik Consort (Stick Center)
- CCA Project (Stick Center)

## Festivales relevantes[46]
Festival de Jazz de Granada (España)
Festival de Música viva de Vic (España)
Insolit Music Festival Barcelona (España)
Festival de la Guitarra de Córdoba (España)
festival Mar Sessions de Santander (España)
Festival de Músicas Avanzadas de Jerez (+ Trilok Gurtuk) (España)
festival de Jazz deTerrassa (España)
Festival de Jazz Más y Más de Barcelona (España)
Festival de Jazz de Lleida (España)
Festival Internacional de Guitarra "Villa Gumiel de Izan" (España)
Festival Tea07 de Zaragoza (España)
Festival de Berantevilla Qonfussion (España)
Festival de Rock Progresivo Minorisa de Manresa (España)
Festival de verano de Deltebre (España)
Festival de Jazz de Torrelavega (España)
Festival 8 Horas de Rock de Montcada i Reixac (España)
Festival U-zona reggae (España)
Festival de Música Étnica de Menorca (España)
Festival Semana Grande de San Sebastian (España)
Prog Festival Madrid (España)
Otros:
Progsud Festival (Francia)
Festival Progresivo Crescendo (Francia) 
Festival de Jazz El Bolson (Argentina)
Festival Juan-les-Pins (Francia)

## Música
Links a canciones completas. *autorizadas por el autor para su uso en Wikipedia
- El Mundo interior de los Planetas / Mp3
- Primitivo / Mp3
- The Bach tribute by Cides / Mp3
- El Mundo Habla demasiado / Mp3
- Ritual / Mp3
- Stay (voz: Irene Orleansky) / Mp3
- Close your Eyes - CCA Project / Mp3

Videos
- J. S. Bach / en directo - Barcelona
- Los días que vendrán / en directo - Francia
- en directo - Festival Allaire de Francia / Mov